# Ghiacciaio German
Il ghiacciaio German è un ghiacciaio lungo circa 17 km situato nella regione sud-occidentale della Dipendenza di Ross, nell'Antartide orientale. Il ghiacciaio, il cui punto più alto si trova a circa 1800 m s.l.m., si trova nella dorsale Holland, sulla costa di Shackleton, dove fluisce verso nord-est partendo dal versante sud-orientale della dorsale e scorrendo tra il versante meridionale del monte Alien Young e quello settentrionale della scogliera Asquith, fino a unire il proprio flusso a quello del ghiacciaio Lennox-King.

## Storia
Il ghiacciaio Fegley è stato mappato da membri dello United States Geological Survey (USGS) grazie a ricognizioni tellurometriche effettuate dallo stesso USGS nel 1961-62 e a fotografie scattate durante ricognizioni aeree effettuate dalla marina militare statunitense nel 1960. Nel 2018, esso è stato così battezzato dal comitato consultivo dei nomi antartici in onore del maggior generale Anthony P. German, che dal 1989 al 2003 ha prestato servizio come navigatore presso il 109º stormo della Guardia Nazionale aerea dello Stato di New York effettuando missioni operative a sostegno della ricerca scientifica sia in Antartide che in Groenlandia, assumendo poi il comando dell'unità dal 2006 al 2010, con la responsabilità generale delle operazioni degli LC-130 e del supporto logistico sul campo in Antartide.